# Nekrolog 1. Quartal 1995
Nekrolog
◄◄
| ◄
| 1991
| 1992
| 1993
| 1994
| 1995 | 1996 | 1997 | 1998 | 1999 | ► | ►►
1. Quartal |
2. Quartal |
3. Quartal |
4. Quartal 1995
Weitere Ereignisse | Allgemeiner Nekrolog 1995
Die Beschreibung der verstorbenen Person sollte so kurz wie möglich gehalten sein und nur deren signifikante Tätigkeit(en) enthalten.
Neue Namen ggf. auch unter dem Geburts- und Sterbedatum, also etwa unter 1. Januar und im Geburts- und Sterbejahr (2024) eintragen (nur bei entsprechender großer Wichtigkeit). Für Beispiele siehe die schon vorhandenen Artikel.
Außerdem über die fünf zuletzt Verstorbenen, zu denen es einen ausreichend guten Artikel für eine Präsentation auf der Hauptseite gibt, nach der todesbedingten Überarbeitung der Artikel ggf. auch unter Wikipedia Diskussion:Hauptseite informieren und sie am besten auch in den anderen Wikipedia-Sprachversionen eintragen. Tipp: Regelmäßig bei news.google.de nach „ist tot“, „gestorben“ oder „verstorben“ suchen.
Wenn eine Person gestorben ist, gibt es viele Seiten zu dieser Person in der Wikipedia, die davon auch betroffen sind und entsprechend aktualisiert werden müssen. Beispiele: Namenübersichtsseite, Geburtsjahr, Geburtsort-Seiten und viele mehr.
Wie finde ich die betroffenen Seiten?
Im Suchfeld auf der linken Seite gibt man den Suchbegriff so ein: „Vorname Nachname“. Dann klickt man auf Volltext und alle Seiten mit entsprechendem Suchtext werden aufgerufen. Hier sieht man dann schnell, wo auch das Todesjahr Sinn macht oder sogar ein Teil des Artikels angepasst werden muss. Auch hilft das „Werkzeug“ auf der linken Seite sehr gut, um solche Seiten aufzufinden: „Links auf diese Seite“. Somit ist die Wikipedia wieder aktuell in allen Bereichen! Hinweis: bei Eintragung der Kategorie „Gestorben JAHR“ wird der Missbrauchsfilter 49 ausgelöst, was jedoch nicht schlimm ist. Siehe: Spezial:Missbrauchsfilter/49
Dies ist eine Liste von im ersten Quartal 1995 verstorbenen bekannten Persönlichkeiten. Die Einträge erfolgen innerhalb der einzelnen Daten alphabetisch sortiert. Tiere sind im Nekrolog für Tiere zu finden.

## Januar
| Tag        | Name                                | Beruf, bekannt als                                                                          | Alter | Beleg |
| ---------- | ----------------------------------- | ------------------------------------------------------------------------------------------- | ----- | ----- |
| 1. Januar  | Heinz Brühne                        | deutscher Politiker                                                                         | 90    |       |
| 1. Januar  | George Eells                        | US-amerikanischer Schriftsteller                                                            | 72    |       |
| 1. Januar  | Alfred Gasperschitz                 | österreichischer Richter, Abgeordneter zum Nationalrat, Mitglied des Bundesrates            | 82    |       |
| 1. Januar  | Ted Hawkins                         | US-amerikanischer Singer-Songwriter und Blues-Musiker                                       | 58    |       |
| 1. Januar  | Pierre-Marie Puech                  | französischer römisch-katholischer Geistlicher und Bischof                                  | 88    |       |
| 1. Januar  | Astrid Reinla                       | estnische Schriftstellerin                                                                  | 46    |       |
| 1. Januar  | Lonnie Simmons                      | US-amerikanischer Jazzmusiker                                                               |       |       |
| 1. Januar  | Jess Stacy                          | US-amerikanischer Jazz-Pianist                                                              | 90    |       |
| 1. Januar  | Johannes Trautloft                  | deutscher Generalleutnant der Bundesluftwaffe                                               | 82    |       |
| 1. Januar  | Arthur Earl Walker                  | US-amerikanischer Neurochirurg                                                              | 87    |       |
| 1. Januar  | H. E. Erwin Walther                 | deutscher Komponist und Musikpädagoge                                                       | 74    |       |
| 1. Januar  | Frederick West                      | britischer Serienmörder                                                                     | 53    |       |
| 1. Januar  | Eugene Paul Wigner                  | US-amerikanischer Physiker ungarisch-jüdischer Herkunft und Nobelpreisträger                | 92    |       |
| 2. Januar  | Ephraim Amu                         | ghanaischer Komponist, Folklorist, Musikwissenschaftler und Pädagoge                        | 95    |       |
| 2. Januar  | Siad Barre                          | somalischer Präsident                                                                       |       |       |
| 2. Januar  | Sybil Gibson                        | US-amerikanische Künstlerin der Outsider Art                                                | 86    |       |
| 2. Januar  | Auguste Hargus                      | deutsche Leichtathletin und Hockeyspielerin                                                 | 85    |       |
| 2. Januar  | Nancy Kelly                         | US-amerikanische Schauspielerin                                                             | 73    |       |
| 2. Januar  | Mustapha bin Harun                  | malaysischer Politiker, Ministerpräsident von Sabah                                         | 76    |       |
| 2. Januar  | Herbert Nesselhauf                  | deutscher Althistoriker                                                                     | 85    |       |
| 2. Januar  | Otto Rappenecker                    | deutscher Jurist                                                                            | 91    |       |
| 2. Januar  | Manuel Rivera                       | spanischer Maler und Künstler                                                               | 67    |       |
| 2. Januar  | George William Series               | britischer Physiker                                                                         | 74    |       |
| 2. Januar  | Graham Sharp                        | britischer Eiskunstläufer                                                                   | 77    |       |
| 2. Januar  | Achim Tobler                        | schweizerisch-deutscher Jurist und Industriemanager                                         | 86    |       |
| 2. Januar  | Reitfloh Widersinn                  | österreichischer Dichter, insbesondere Schüttelreimer                                       | 64    |       |
| 3. Januar  | Philip Burton                       | irischer Politiker                                                                          | 86    |       |
| 3. Januar  | Andrija Puharich                    | US-amerikanischer Ufologe                                                                   | 76    |       |
| 3. Januar  | Tadeáš Salva                        | slowakischer Komponist                                                                      | 57    |       |
| 3. Januar  | Wilhelm Schäperclaus                | deutscher Fischereiwissenschaftler                                                          | 95    |       |
| 4. Januar  | Georg Graßl                         | deutscher Politiker (CSU), MdL                                                              | 68    |       |
| 4. Januar  | Eduardo Mata                        | mexikanischer Komponist                                                                     | 52    |       |
| 4. Januar  | Heshmat Sanjari                     | iranischer Komponist und Dirigent, Leiter des Teheraner Philharmonischen Orchesters         |       |       |
| 4. Januar  | Brooks Stevens                      | amerikanischer Industriedesigner, Graphikdesigner und Stylist                               | 83    |       |
| 4. Januar  | Sol Tax                             | amerikanischer Anthropologe                                                                 | 87    |       |
| 5. Januar  | Semi Joseph Begun                   | deutsch-US-amerikanischer Ingenieur und Pionier der Magnetaufzeichnung                      | 89    |       |
| 5. Januar  | Erich Geister                       | deutscher Bühnenbildner                                                                     | 73    |       |
| 5. Januar  | Hans Leopold Höhl                   | deutscher Kaufmann                                                                          | 84    |       |
| 5. Januar  | Helene Postranecky                  | österreichische Politikerin (SDAP/KPÖ)                                                      | 91    |       |
| 5. Januar  | Ben Rich                            | US-amerikanischer Flugzeugkonstrukteur                                                      | 69    |       |
| 5. Januar  | Wolfgang Rommel                     | deutscher Bildhauer                                                                         | 55    |       |
| 5. Januar  | Ralph L. Shifley                    | US-amerikanischer Militär, Vizeadmiral der United States Navy                               | 84    |       |
| 5. Januar  | Wadachi Kiyoo                       | japanischer Seismologe                                                                      | 92    |       |
| 6. Januar  | Wilhelm Bechtolsheimer              | deutscher Kommunalpolitiker (SPD)                                                           | 83    |       |
| 6. Januar  | Philip A. Brady                     | irischer Politiker                                                                          | 96    |       |
| 6. Januar  | Agustín Gaínza                      | spanischer Fußballspieler                                                                   | 72    |       |
| 6. Januar  | Hubert Müller                       | deutscher römisch-katholischer Theologe und Kirchenrechtler                                 | 58    |       |
| 6. Januar  | Nise Obino                          | brasilianische Pianistin und Klavierpädagogin                                               | 76    |       |
| 6. Januar  | Joe Slovo                           | südafrikanischer Politiker und Anti-Apartheid-Kämpfer                                       | 68    |       |
| 6. Januar  | Ernesto Soto                        | venezolanischer Automobilrennfahrer                                                         | 51    |       |
| 7. Januar  | Ali Surkanajewitsch Alijew          | sowjetischer Ringer                                                                         | 57    |       |
| 7. Januar  | Gordon R. Glennan                   | US-amerikanischer Toningenieur                                                              | 91    |       |
| 7. Januar  | Harry Golombek                      | britischer Schachspieler                                                                    | 83    |       |
| 7. Januar  | Frank Obermann                      | deutscher Schauspieler                                                                      | 50    |       |
| 7. Januar  | Murray Rothbard                     | US-amerikanischer Ökonom und politischer Philosoph                                          | 68    |       |
| 7. Januar  | Frank Schon, Baron Schon            | britischer Politiker                                                                        | 82    |       |
| 7. Januar  | Ted Tetzlaff                        | US-amerikanischer Regisseur                                                                 | 91    |       |
| 8. Januar  | Loulou Gasté                        | französischer Komponist                                                                     | 86    |       |
| 8. Januar  | Hasso Mager                         | deutscher Schriftsteller                                                                    | 74    |       |
| 8. Januar  | Carlos Monzón                       | argentinischer Boxweltmeister im Mittelgewicht                                              | 52    |       |
| 08. Januar | Robert Vintousky                    | französischer Leichtathlet                                                                  | 85    |       |
| 8. Januar  | Karl Wolf                           | österreichischer Pädagoge und Hochschullehrer                                               | 84    |       |
| 9. Januar  | Jan Bauch                           | tschechischer Maler und Bildhauer                                                           | 96    |       |
| 9. Januar  | Gordon Bruce                        | australischer Politiker (Liberal Party), Präsident des South Australian Legislative Council | 64    |       |
| 9. Januar  | Peter Cook                          | britischer Autor, Schauspieler und Komiker                                                  | 57    |       |
| 9. Januar  | Ursula Distelhut                    | deutsche Politikerin (SPD), MdL                                                             | 47    |       |
| 9. Januar  | Sterling Dow                        | US-amerikanischer klassischer Archäologe                                                    | 91    |       |
| 9. Januar  | Franz Hadamowsky                    | österreichischer Schriftsteller und Theaterwissenschaftler                                  | 94    |       |
| 9. Januar  | Maya Kübler                         | Schweizer Balletttänzerin, Kabarettistin und Pädagogin                                      | 80    |       |
| 9. Januar  | Friedrich Lienhoop                  | deutscher Arzt und Politiker                                                                | 86    |       |
| 9. Januar  | Gisela Mauermayer                   | deutsche Leichtathletin                                                                     | 81    |       |
| 9. Januar  | Óscar Mendoza Azurdia               | guatemaltekischer Präsident                                                                 | 77    |       |
| 9. Januar  | Wolfgang Pollak                     | österreichischer Sprachwissenschaftler und Hochschullehrer                                  | 79    |       |
| 9. Januar  | Elizabeth Roboz                     | US-amerikanische Neurochemikerin                                                            |       |       |
| 9. Januar  | Stig Sjölin                         | schwedischer Boxer                                                                          | 66    |       |
| 9. Januar  | Souphanouvong                       | laotischer Politiker                                                                        | 85    |       |
| 9. Januar  | Alexander Stahlberg                 | deutscher Offizier im militärischen Widerstand um Stauffenberg                              | 82    |       |
| 10. Januar | Roy Ashton                          | britischer Maskenbildner                                                                    | 85    |       |
| 10. Januar | Fred Böhler                         | Schweizer Jazzmusiker                                                                       | 82    |       |
| 10. Januar | Boris Maxowitsch Gurewitsch         | sowjetischer Ringer                                                                         | 63    |       |
| 10. Januar | Michael Meinecke                    | deutscher Islamwissenschaftler und Hochschullehrer                                          | 53    |       |
| 10. Januar | Scotty Rankine                      | kanadischer Langstreckenläufer britischer Herkunft                                          | 86    |       |
| 10. Januar | Rod Stephens                        | US-amerikanischer Segler und Yachtingenieur                                                 | 85    |       |
| 11. Januar | Raf Baldassarre                     | italienischer Schauspieler                                                                  | 62    |       |
| 11. Januar | Josef Gingold                       | US-amerikanischer Geiger und Pädagoge                                                       | 85    |       |
| 11. Januar | Johannes Gorski                     | deutscher Politiker (CDU), MdL                                                              | 84    |       |
| 11. Januar | Denis Neville                       | britischer Fußballtrainer                                                                   | 79    |       |
| 11. Januar | Lewis Nixon                         | US-amerikanischer Offizier im Zweiten Weltkrieg                                             | 76    |       |
| 11. Januar | Heiner Pudelko                      | deutscher Rhythm-'n'-Blues- und Rocksänger                                                  | 46    |       |
| 11. Januar | Steffi Ronau                        | deutsche Schauspielerin                                                                     | 87    |       |
| 11. Januar | Theodor Wisch                       | deutscher SS-Brigadeführer                                                                  | 87    |       |
| 12. Januar | Nicolas Hajj                        | libanesischer Erzbischof                                                                    | 87    |       |
| 12. Januar | Erich Parthey                       | erzgebirgischer Volkskünstler                                                               | 85    |       |
| 12. Januar | Conny Rux                           | deutscher Boxer                                                                             | 69    |       |
| 13. Januar | Hermann Bachmann                    | deutscher Maler                                                                             | 72    |       |
| 13. Januar | Tino Carraro                        | italienischer Schauspieler                                                                  | 84    |       |
| 13. Januar | Max Harris                          | australischer Dichter, Kritiker und Herausgeber                                             | 73    |       |
| 13. Januar | Hans-Joachim Herbst                 | deutscher Politiker (FDP), MdL                                                              | 76    |       |
| 13. Januar | Ray Johnson                         | US-amerikanischer Künstler                                                                  | 67    |       |
| 13. Januar | Karl Junker                         | deutscher Schachkomponist                                                                   | 89    |       |
| 13. Januar | Eugen Keller                        | deutscher Maler und Bildhauer                                                               | 90    |       |
| 13. Januar | Mervyn Stockwood                    | britischer Theologe und Bischof von Southwark                                               | 81    |       |
| 14. Januar | James Patrick Carroll               | australischer Geistlicher                                                                   | 86    |       |
| 14. Januar | Robert Schumacher                   | deutscher Politiker (SPD), MdL                                                              | 59    |       |
| 14. Januar | Gerard Frederick van Tets           | englischer Paläontologe und Ornithologe                                                     | 65    |       |
| 15. Januar | Sadi Eldem                          | türkischer Diplomat                                                                         | 84    |       |
| 15. Januar | Hermann Meyer                       | deutscher Politiker (NSDAP, SPD), MdL                                                       | 71    |       |
| 15. Januar | Hans Reichel                        | deutscher Physiologe und Hochschullehrer                                                    | 83    |       |
| 16. Januar | Rudolf Böhm                         | deutscher Jurist und Politiker (GB/BHE), MdL                                                | 82    |       |
| 16. Januar | Paul Delouvrier                     | französischer Verwaltungsbeamter und Manager                                                | 80    |       |
| 16. Januar | Bill Dillard                        | US-amerikanischer Jazz-Trompeter                                                            | 83    |       |
| 16. Januar | Franz Fleck                         | deutscher Facharzt für Haut- und Geschlechtskrankheiten und Rektor der Universität Rostock  | 85    |       |
| 16. Januar | Karl-Dietrich Gundermann            | deutscher Chemiker                                                                          | 72    |       |
| 16. Januar | Hans-Jürgen Nierentz                | deutscher Schriftsteller und Fernsehintendant zur Zeit des Nationalsozialismus              | 85    |       |
| 16. Januar | Elisabeth Stepanek                  | österreichische Schauspielerin                                                              | 42    |       |
| 17. Januar | Rolf Böger                          | deutscher Jurist und Politiker (FDP), MdB                                                   | 86    |       |
| 17. Januar | Wilhelm Haferkamp                   | deutscher Gewerkschafter und Politiker (SPD), MdL                                           | 71    |       |
| 17. Januar | Giovanni Lurani                     | italienischer Automobildesigner und Automobilrennfahrer                                     | 89    |       |
| 17. Januar | Miguel Torga                        | portugiesischer Schriftsteller                                                              | 87    |       |
| 18. Januar | Adolf Butenandt                     | deutscher Chemiker auf dem Gebiet der Steroidhormone, Nobelpreisträger für Chemie (1939)    | 91    |       |
| 18. Januar | Roger Gilson                        | luxemburgischer Radsportler                                                                 | 47    |       |
| 18. Januar | Georg K. Glaser                     | deutscher und französischer Schriftsteller                                                  | 84    |       |
| 18. Januar | Werner Gromer                       | deutscher Fußballspieler                                                                    | 65    |       |
| 18. Januar | Joseph Kagan, Baron Kagan           | britischer Textilunternehmer                                                                | 79    |       |
| 18. Januar | Reiner Kohler                       | deutscher Schauspieler                                                                      | 50    |       |
| 18. Januar | Moï Ver                             | israelischer Fotograf und Maler                                                             | 90    |       |
| 19. Januar | Annemarie Berté                     | österreichische Fernseh- und Radiosprecherin                                                |       |       |
| 19. Januar | Georges Bonifassi                   | französischer Anglist und Okzitanist                                                        | 42    |       |
| 19. Januar | Daryl Chapin                        | US-amerikanischer Physiker                                                                  | 88    |       |
| 19. Januar | Hubert Fol                          | französischer Jazzmusiker                                                                   | 69    |       |
| 19. Januar | Hermann Henselmann                  | deutscher Architekt, MdV, MdL                                                               | 89    |       |
| 19. Januar | Manfred Höfler                      | deutscher Romanist, Sprachwissenschaftler und Lexikograf                                    | 57    |       |
| 19. Januar | Günther Knecht                      | deutscher Verwaltungsjurist, Polizeidirektor in Neuss                                       | 85    |       |
| 19. Januar | Gene MacLellan                      | kanadischer Singer-Songwriter                                                               | 56    |       |
| 20. Januar | Thomas Arbuthnott                   | neuseeländischer Boxer                                                                      | 83    |       |
| 20. Januar | Mehdi Bāzargān                      | iranischer Politiker und Ministerpräsident                                                  | 87    |       |
| 20. Januar | Antonio Brivio                      | italienischer Rennfahrer, Bobsportler und Motorsportfunktionär                              | 89    |       |
| 20. Januar | Eberhart Köhler                     | deutscher Elektrotechniker                                                                  | 65    |       |
| 20. Januar | Tullia Socin                        | italienische Malerin                                                                        | 88    |       |
| 21. Januar | Philippe Casado                     | französischer Radrennfahrer                                                                 | 30    |       |
| 21. Januar | John Halas                          | britischer Trickfilmzeichner                                                                | 82    |       |
| 21. Januar | Edward Hidalgo                      | US-amerikanischer Jurist und Politiker                                                      | 82    |       |
| 21. Januar | Joseph Mruk                         | US-amerikanischer Politiker                                                                 | 91    |       |
| 21. Januar | Liselotte Schramm-Heckmann          | deutsche Malerin                                                                            | 90    |       |
| 22. Januar | Sagramor de Scuvero Brandão         | brasilianische Hörfunkmoderatorin und Politikerin                                           | 73    |       |
| 22. Januar | Rose Kennedy                        | US-amerikanische Mutter von John F. Kennedy                                                 | 104   |       |
| 22. Januar | Käthe Scheel                        | deutsche Sprachforscherin                                                                   | 83    |       |
| 22. Januar | Hilda Smith                         | britische Turnerin                                                                          | 85    |       |
| 22. Januar | Giulio Turcato                      | italienischer Maler und Bildhauer                                                           | 82    |       |
| 23. Januar | Giovanni Maria Bertini              | italienischer Kleriker, Romanist und Hispanist                                              | 94    |       |
| 23. Januar | Albertis S. Harrison                | US-amerikanischer Jurist und Politiker                                                      | 88    |       |
| 23. Januar | Edward Shils                        | US-amerikanischer Soziologe, Übersetzer und Hochschullehrer                                 | 84    |       |
| 23. Januar | Ägidius Viganò                      | italienischer Ordenspriester und Generaloberer der Kongregation der Salesianer Don Boscos   | 74    |       |
| 24. Januar | Erhard Agricola                     | deutscher Sprachwissenschaftler und Schriftsteller                                          | 73    |       |
| 24. Januar | Chris Baldo                         | luxemburgischer Schlagersänger                                                              | 51    |       |
| 24. Januar | David Cole                          | US-amerikanischer Musikproduzent                                                            | 32    |       |
| 24. Januar | Edward Colman                       | US-amerikanischer Kameramann                                                                | 89    |       |
| 24. Januar | Ernst Nowotny                       | österreichischer Historiker                                                                 | 87    |       |
| 25. Januar | Gaston Clottu                       | Schweizer Politiker (LPS)                                                                   | 82    |       |
| 25. Januar | Fritz Dorls                         | deutscher Politiker (DKP-DRP, SRP), MdL, MdB                                                | 84    |       |
| 25. Januar | Joachim Hasler                      | deutscher Regisseur, Drehbuchautor und Kameramann                                           | 65    |       |
| 25. Januar | Erich Hof                           | österreichischer Fußballspieler und Trainer                                                 | 58    |       |
| 25. Januar | Friedrich Krefter                   | deutscher Architekt und Archäologe                                                          | 96    |       |
| 25. Januar | John Smith                          | US-amerikanischer Schauspieler                                                              | 63    |       |
| 25. Januar | Günter Steigleder                   | deutscher Politiker (SED), Vorsitzender der BPKK Suhl                                       | 69    |       |
| 25. Januar | William Sylvester                   | US-amerikanischer Schauspieler                                                              | 72    |       |
| 25. Januar | Werner Töniges                      | deutscher Marineoffizier und Schnellbootkommandant im Zweiten Weltkrieg                     | 85    |       |
| 25. Januar | Albert William Tucker               | US-amerikanischer Mathematiker                                                              | 89    |       |
| 26. Januar | Franz Allers                        | US-amerikanischer Dirigent                                                                  | 89    |       |
| 26. Januar | Marcel Bidot                        | französischer Radrennfahrer                                                                 | 92    |       |
| 26. Januar | Vic Buckingham                      | englischer Fußballspieler und -trainer                                                      | 79    |       |
| 26. Januar | Cecil Love                          | US-amerikanischer Spezialeffektkünstler und Filmtechnikpionier                              | 96    |       |
| 26. Januar | Heinz Oberbeck                      | deutscher Leichtathlet                                                                      | 63    |       |
| 26. Januar | Geoffrey Parsons                    | australischer Pianist                                                                       | 65    |       |
| 26. Januar | Károly Rödönyi                      | ungarischer kommunistischer Politiker                                                       | 83    |       |
| 26. Januar | Erwin Schliephake                   | deutscher Mediziner                                                                         | 100   |       |
| 26. Januar | Ian Tomlinson                       | australischer Weit- und Dreispringer                                                        | 58    |       |
| 26. Januar | John Vaughan-Morgan, Baron Reigate  | britischer Politiker (Conservative Party), Mitglied des House of Commons                    | 89    |       |
| 27. Januar | Ashton Graybiel                     | US-amerikanischer Kardiologe, Spezialist für Weltraum-Medizin und Autor                     | 92    |       |
| 27. Januar | Heinz Heubner                       | deutscher Klassischer Philologe und Gymnasiallehrer                                         | 86    |       |
| 27. Januar | Karl Kayser                         | deutscher Schauspieler, Regisseur, Intendant und Politiker (SED), MdV                       | 80    |       |
| 27. Januar | Anna Moncrieff                      | kanadische Pianistin und Musikpädagogin                                                     | 92    |       |
| 27. Januar | Raphael Robinson                    | US-amerikanischer Mathematiker                                                              | 83    |       |
| 27. Januar | Jean Tardieu                        | französischer Dichter und Dramatiker                                                        | 91    |       |
| 28. Januar | Joseph Aubin Doiron                 | kanadischer Politiker, Vizegouverneur von Prince Edward Island                              | 72    |       |
| 28. Januar | Jens-Werner Fritsch                 | deutscher Schauspieler, Regisseur und Hörspielsprecher                                      | 47    |       |
| 28. Januar | Aldo Gordini                        | französischer Rennfahrer                                                                    | 73    |       |
| 28. Januar | Richard L. Roudebush                | US-amerikanischer Politiker                                                                 | 77    |       |
| 28. Januar | Afanassi Fjodorowitsch Schtscheglow | sowjetischer Armeegeneral                                                                   | 83    |       |
| 28. Januar | Thomas Stafford                     | irischer Politiker                                                                          |       |       |
| 28. Januar | Hermann Stein                       | deutscher Politiker (FDP), MdL                                                              | 75    |       |
| 28. Januar | Ferruccio Tagliavini                | italienischer Operntenor                                                                    | 81    |       |
| 28. Januar | George Woodcock                     | kanadischer Autor und Kritiker                                                              | 82    |       |
| 29. Januar | Elisabeth Ackermann                 | deutsche Diakonisse                                                                         | 90    |       |
| 29. Januar | Willi Blume                         | deutscher Lehrer und Politiker                                                              | 81    |       |
| 29. Januar | Marianne Brandt                     | deutsche Schauspielerin                                                                     | 86    |       |
| 29. Januar | Richard Burnell                     | britischer Ruderer                                                                          | 77    |       |
| 29. Januar | Raymond C. Bushland                 | US-amerikanischer Entomologe                                                                | 84    |       |
| 29. Januar | Anselm Lauber                       | Schweizer Elektroingenieur                                                                  | 74    |       |
| 29. Januar | Alfredo Méndez-Gonzalez             | US-amerikanischer Bischof von Arecibo                                                       | 87    |       |
| 29. Januar | Kuldar Sink                         | estnischer Komponist, Flötist und Cembalist                                                 | 52    |       |
| 30. Januar | Fritz Buri                          | Schweizer Pfarrer und Professor für Theologie (ev.-ref.)                                    | 87    |       |
| 30. Januar | Angela Calomiris                    | US-amerikanische Fotografin und FBI-Informantin                                             | 78    |       |
| 30. Januar | Gerald Durrell                      | britischer Zoologe und Schriftsteller                                                       | 70    |       |
| 30. Januar | Irma Handler                        | deutsche Koloratursopranistin und Gesangspädagogin                                          | 87    |       |
| 30. Januar | George James                        | US-amerikanischer Jazzmusiker (Saxophon, Klarinette, Flöte)                                 | 88    |       |
| 30. Januar | Rolf Markert                        | deutscher Politiker (KPD/SED), Widerstandskämpfer, Generalmajor des MfS                     | 81    |       |
| 30. Januar | Rudolf Stibill                      | österreichisch-deutscher Lyriker                                                            | 70    |       |
| 31. Januar | George Abbott                       | US-amerikanischer Drehbuchautor, Regisseur und Schauspieler                                 | 107   |       |
| 31. Januar | Leo Joseph Brust                    | US-amerikanischer Geistlicher, Weihbischof in Milwaukee                                     | 79    |       |
| 31. Januar | Paul Collins                        | kanadischer Marathonläufer                                                                  | 68    |       |
| 31. Januar | Ghigo De Chiara                     | italienischer Dramatiker, Regisseur, Theaterkritiker und Drehbuchautor                      | 73    |       |
| 31. Januar | Jesús Guerra Zayas                  | kubanischer Musiker, Komponist und Orchesterleiter                                          | 74    |       |
| 31. Januar | Maria Dorothea Hertz                | deutsche Medizinerin                                                                        | 76    |       |
| 31. Januar | Gerhart Lüders                      | deutscher theoretischer Physiker                                                            | 74    |       |
| 31. Januar | George Stibitz                      | US-amerikanischer Ingenieur und Computerpionier                                             | 90    |       |
| 31. Januar | André Wollscheidt                   | luxemburgischer Boxer                                                                       | 80    |       |
| Januar     | Kurt Goldstein                      | deutscher Synchronsprecher und Schauspieler                                                 |       |       |

## Februar
| Tag         | Name                                     | Beruf, bekannt als                                                                                              | Alter | Beleg |
| ----------- | ---------------------------------------- | --- | ----- | ----- |
| 1. Februar  | Lajos Balthazár                          | ungarischer Degenfechter                                                                                        | 73    |       |
| 1. Februar  | Marcel-Louis Baugniet                    | belgischer Künstler                                                                                             | 98    |       |
| 1. Februar  | Thomas M. Debevoise                      | US-amerikanischer Jurist und Politiker                                                                          | 65    |       |
| 1. Februar  | Karl Gruber                              | österreichischer Diplomat und Politiker, Abgeordneter zum Nationalrat                                           | 85    |       |
| 1. Februar  | Rolf Rätsch                              | deutscher Tischtennisspieler                                                                                    | 59    |       |
| 1. Februar  | Gérard Schmidt                           | deutscher Journalist und Theaterleiter                                                                          | 49    |       |
| 1. Februar  | Walter Wischniewsky                      | deutscher Filmeditor                                                                                            | 82    |       |
| 2. Februar  | Henning Alsvik                           | norwegischer Kunsthistoriker                                                                                    | 83    |       |
| 2. Februar  | Doug Berndt                              | US-amerikanischer Eiskunstläufer                                                                                | 45    |       |
| 2. Februar  | Phillip Borsos                           | kanadischer Regisseur und Filmproduzent                                                                         | 41    |       |
| 2. Februar  | André Frossard                           | französischer Schriftsteller                                                                                    | 80    |       |
| 2. Februar  | Fred Perry                               | britischer Tischtennis- und Tennisspieler                                                                       | 85    |       |
| 2. Februar  | Donald Pleasence                         | englischer Schauspieler                                                                                         | 75    |       |
| 2. Februar  | Herman Tuvesson                          | schwedischer Ringer                                                                                             | 92    |       |
| 2. Februar  | Helmut Weihenmaier                       | deutscher Politiker (NSDAP), Landrat in Freudenstadt                                                            | 89    |       |
| 3. Februar  | Nicolás Lindley López                    | peruanischer Chef einer Militärjunta im Jahre 1963                                                              | 86    |       |
| 3. Februar  | Andrei Wladimirowitsch Nikolski          | russischer Pianist                                                                                              |       |       |
| 3. Februar  | Ingeborg Nilsson                         | norwegische Eiskunstläuferin                                                                                    | 70    |       |
| 3. Februar  | Pius Michael Prutscher                   | österreichischer Politiker (ÖVP), Landtagsabgeordneter, Amtsführender Stadtrat                                  | 81    |       |
| 3. Februar  | Jack Sendak                              | US-amerikanischer Kinderbuchautor                                                                               | 71    |       |
| 4. Februar  | Godfrey Brown                            | britischer Sprinter                                                                                             | 79    |       |
| 4. Februar  | Patricia Highsmith                       | US-amerikanische Schriftstellerin                                                                               | 74    |       |
| 4. Februar  | Bart Lotigiers                           | belgischer Operndirektor                                                                                        | 80    |       |
| 4. Februar  | Ernst Pieper                             | deutscher Industriemanager                                                                                      | 66    |       |
| 4. Februar  | Walter Zeller                            | deutscher Motorradrennfahrer                                                                                    | 67    |       |
| 5. Februar  | Jimmy Allen                              | englischer Fußballspieler und -trainer                                                                          | 85    |       |
| 5. Februar  | Bhanuband Yugala                         | thailändischer Regisseur, Filmproduzent, Drehbuchautor, Komponist und Schriftsteller                            | 84    |       |
| 5. Februar  | Frank Costin                             | englischer Aerodynamiker und Konstrukteur von Rennsportwagen                                                    | 74    |       |
| 5. Februar  | Des Foley                                | irischer Politiker                                                                                              | 54    |       |
| 5. Februar  | Cornelis Goldschmeding                   | niederländischer Schachkomponist                                                                                | 67    |       |
| 5. Februar  | Hermann Gräfe                            | deutscher Politiker (KPD/DBD), MdV, DBD-Landesvorsitzender Sachsen-Anhalt bzw. Bezirk Magdeburg                 | 94    |       |
| 5. Februar  | Erika Hoffmann                           | deutsche Fröbelforscherin, Pädagogin der Kleinkinderziehung, Professorin für Kleinkind- und Grundschulpädago... | 92    |       |
| 5. Februar  | Ruth Smith Lloyd                         | US-amerikanische Zoologin und Hochschullehrerin                                                                 | 78    |       |
| 5. Februar  | Doug McClure                             | US-amerikanischer Schauspieler                                                                                  | 59    |       |
| 6. Februar  | Ernst Fuhrmann                           | deutscher Ingenieur und Manager                                                                                 | 76    |       |
| 6. Februar  | Chester E. Holifield                     | US-amerikanischer Politiker                                                                                     | 91    |       |
| 6. Februar  | Mira Lobe                                | österreichische Kinderbuchautorin                                                                               | 81    |       |
| 6. Februar  | Franz H. Mautner                         | österreichischer Germanist und Literaturwissenschaftler                                                         | 92    |       |
| 6. Februar  | James Merrill                            | US-amerikanischer Schriftsteller                                                                                | 68    |       |
| 6. Februar  | Kurt Schuster                            | deutscher Physiker                                                                                              | 91    |       |
| 6. Februar  | Nicolae Simionescu                       | rumänischer Mediziner und Zellbiologe                                                                           | 68    |       |
| 6. Februar  | Art Taylor                               | US-amerikanischer Jazz-Schlagzeuger                                                                             | 65    |       |
| 6. Februar  | Xia Yan                                  | chinesischer Dramatiker, Drehbuchautor und Übersetzer                                                           | 94    |       |
| 7. Februar  | Ulysse Delécluse                         | französischer Klarinettist und Musikpädagoge                                                                    | 88    |       |
| 7. Februar  | Josephte Dufresne                        | kanadische Pianistin und Musikpädagogin                                                                         | 66    |       |
| 7. Februar  | Alfred Heuß                              | deutscher Althistoriker                                                                                         | 85    |       |
| 7. Februar  | Wolfgang Loch                            | deutscher Psychoanalytiker und Hochschullehrer                                                                  | 79    |       |
| 7. Februar  | Massimo Pallottino                       | italienischer Archäologe                                                                                        | 85    |       |
| 7. Februar  | John Thomas                              | australischer Eishockeyspieler                                                                                  | 58    |       |
| 8. Februar  | Hans H. Bleich                           | US-amerikanischer Ingenieur                                                                                     | 85    |       |
| 8. Februar  | Joseph Maria Bocheński                   | polnischer Philosoph und Logiker                                                                                | 92    |       |
| 8. Februar  | May Miller                               | afroamerikanische Lehrerin, Dramatikerin und Dichterin                                                          | 96    |       |
| 8. Februar  | Charles Racine                           | Schweizer Lyriker                                                                                               | 67    |       |
| 8. Februar  | Siegmar Schneider                        | deutscher Schauspieler und Synchronsprecher                                                                     | 78    |       |
| 8. Februar  | Ole Torvalds                             | schwedischer Schriftsteller, Journalist und Übersetzer                                                          | 78    |       |
| 8. Februar  | Alexander Wassiljewitsch Ustinow         | sowjetischer Fotograf und Fotojournalist                                                                        |       |       |
| 9. Februar  | J. William Fulbright                     | US-amerikanischer Politiker                                                                                     | 89    |       |
| 09. Februar | Jak Habib                                | türkischer Basketballspieler                                                                                    | 82    |       |
| 9. Februar  | Franz Kaulfersch                         | österreichischer Maler und Grafiker                                                                             | 93    |       |
| 9. Februar  | Martin Kuske                             | deutscher evangelisch-lutherischer Theologe                                                                     | 55    |       |
| 9. Februar  | Eugen Loderer                            | deutscher Gewerkschaftsfunktionär                                                                               | 74    |       |
| 9. Februar  | Franz Lothar Schleyer                    | deutscher Arzt, Rechtsmediziner und Hochschullehrer                                                             | 81    |       |
| 9. Februar  | David Wayne                              | US-amerikanischer Schauspieler                                                                                  | 81    |       |
| 9. Februar  | Wolfgang Lentz                           | deutscher Chirurg                                                                                               | 79    |       |
| 10. Februar | Heinrich Drerup                          | deutscher Klassischer Archäologe                                                                                | 86    |       |
| 10. Februar | Jesús Garay                              | spanischer Fußballspieler                                                                                       | 64    |       |
| 10. Februar | Paul Monette                             | US-amerikanischer Autor, Dichter und LGBT-Aktivist                                                              | 49    |       |
| 10. Februar | Helmut Schreiber                         | deutscher Schauspieler und Schriftsteller                                                                       | 69    |       |
| 10. Februar | Anna Barbara Speckner                    | deutsche Cembalistin                                                                                            | 92    |       |
| 10. Februar | Walter Würdemann                         | deutscher Politiker, Bremer Bürgerschaftsabgeordneter (SPD), MdBB                                               | 82    |       |
| 11. Februar | Ina Gerhein                              | deutsche Opernsängerin                                                                                          | 88    |       |
| 11. Februar | Otto Kratky                              | österreichischer Physikochemiker                                                                                | 92    |       |
| 11. Februar | Harry Merkel                             | deutscher Rennfahrer                                                                                            | 77    |       |
| 12. Februar | Christa Ehrlich                          | österreichisch-niederländische Kunstgewerblerin                                                                 | 91    |       |
| 12. Februar | Nat Holman                               | US-amerikanischer Basketballspieler und -trainer                                                                | 98    |       |
| 12. Februar | Artur Lösche                             | deutscher Physiker                                                                                              | 73    |       |
| 12. Februar | Om Mehta                                 | indischer Politiker                                                                                             | 67    |       |
| 12. Februar | Rachid Mimouni                           | algerischer Autor, Lehrer und Menschenrechtsaktivist                                                            | 49    |       |
| 12. Februar | Emmy Prell                               | schweizerisch-deutsche Sopranistin                                                                              | 77    |       |
| 12. Februar | Astrid Villaume                          | dänische Schauspielerin                                                                                         | 71    |       |
| 13. Februar | Sylvester Ahola                          | US-amerikanischer Jazztrompeter                                                                                 | 92    |       |
| 13. Februar | Alberto Burri                            | italienischer Maler                                                                                             | 79    |       |
| 13. Februar | Edward Bury                              | polnischer Komponist, Dirigent und Pianist                                                                      | 75    |       |
| 13. Februar | Karl Georg Egel                          | deutscher Schriftsteller                                                                                        | 75    |       |
| 13. Februar | Wilton Gaynair                           | jamaikanischer Jazzmusiker                                                                                      | 68    |       |
| 13. Februar | Hans Peter Hilger                        | deutscher Kunsthistoriker, Professor für Denkmalpflege und Autor                                                | 67    |       |
| 13. Februar | Li Zhisui                                | chinesischer Mediziner, Arzt von Mao Zedong                                                                     |       |       |
| 13. Februar | Guglielmo Mancori                        | italienischer Kameramann                                                                                        | 67    |       |
| 13. Februar | Sepp Mühlbauer                           | Schweizer Skispringer                                                                                           | 90    |       |
| 13. Februar | Karl Norbert Schmid                      | deutscher Kirchenmusiker                                                                                        | 68    |       |
| 13. Februar | Bruno Visentini                          | italienischer Politiker, Mitglied der Camera dei deputati, MdEP                                                 | 80    |       |
| 14. Februar | Ogdo Aksjonowa                           | sowjetische bzw. russische Dichterin                                                                            | 59    |       |
| 14. Februar | Maria Andergast                          | deutsche Schauspielerin                                                                                         | 82    |       |
| 14. Februar | Radu Bălan                               | rumänischer Politiker, Bürgermeister von Timișoara                                                              | 58    |       |
| 14. Februar | Friedrich Wilhelm Euler                  | deutscher Archivar und antisemitischer Genealoge                                                                | 86    |       |
| 14. Februar | Michael V. Gazzo                         | US-amerikanischer Film- und Theaterschauspieler sowie Drehbuch- und Bühnenautor                                 | 71    |       |
| 14. Februar | Käthe Heusermann                         | deutsche Zahnarzthelferin                                                                                       | 85    |       |
| 14. Februar | Berthold Frank Hoselitz                  | US-amerikanischer Wirtschafts- und Sozialwissenschaftler österreichischer Herkunft                              | 81    |       |
| 14. Februar | Peter Kempa                              | deutscher Fußballspieler                                                                                        | 36    |       |
| 14. Februar | Gabo Lewin                               | deutscher kommunistischer Funktionär (KPD, SED)                                                                 | 88    |       |
| 14. Februar | Ischa Meijer                             | niederländischer Journalist, Schriftsteller und Talkmaster                                                      | 52    |       |
| 14. Februar | U Nu                                     | myanmarischer Politiker                                                                                         | 87    |       |
| 14. Februar | Paul Urban                               | österreichischer theoretischer Physiker                                                                         | 89    |       |
| 14. Februar | François Visine                          | französischer NATO Beamter                                                                                      | 72    |       |
| 15. Februar | Rachid Baba Ali Ahmed                    | algerischer Musiker und Musikproduzent                                                                          | 48    |       |
| 15. Februar | Sergio Bertoni                           | italienischer Fußballspieler und -trainer                                                                       | 79    |       |
| 15. Februar | Gustav Burmester                         | deutscher Architekt                                                                                             | 90    |       |
| 15. Februar | Wilhelm Heinrichs                        | deutscher Komponist                                                                                             | 80    |       |
| 15. Februar | Wilhelm Kirmser                          | deutscher Unternehmer und Mäzen                                                                                 | 83    |       |
| 15. Februar | Peter Kohnstamm                          | international tätiger Unfallchirurg, Tuberkulose-Forscher, Autor und Professor                                  | 86    |       |
| 15. Februar | David Monas Maloney                      | US-amerikanischer Geistlicher, Bischof von Wichita                                                              | 82    |       |
| 15. Februar | Arna Mer-Chamis                          | israelische Menschenrechtsaktivistin                                                                            | 65    |       |
| 15. Februar | Joseph Ortiz                             | französischer Wirt, Mitbegründer der Organisation de l'armée secrète (OAS)                                      | 77    |       |
| 15. Februar | Carl Schietzel                           | deutscher Pädagoge                                                                                              | 87    |       |
| 15. Februar | Francis Taylor, Baron Taylor of Hadfield | englischer Unternehmer                                                                                          | 90    |       |
| 16. Februar | Nicolae Costin                           | moldauischer Politiker; Bürgermeister von Chișinău                                                              | 58    |       |
| 16. Februar | Reinhard Dachlauer                       | deutscher Bildhauer                                                                                             | 72    |       |
| 16. Februar | Mildred E. Mathias                       | US-amerikanische Botanikerin und Hochschullehrerin                                                              | 88    |       |
| 16. Februar | Albert Schretzenmayr                     | deutscher Internist und ärztlicher Standespolitiker                                                             | 89    |       |
| 17. Februar | Olga Bontjes van Beek                    | deutsche Tänzerin, Bildhauerin und Malerin                                                                      | 98    |       |
| 17. Februar | Werner Bruschke                          | deutscher Politiker (SPD, SED), MdV, Ministerpräsident von Sachsen-Anhalt                                       | 96    |       |
| 17. Februar | Kurt Londenberg                          | deutscher Buchbinder und Hochschullehrer                                                                        | 80    |       |
| 17. Februar | Vilma Sturm                              | deutsche Schriftstellerin und Journalistin                                                                      | 82    |       |
| 18. Februar | Johnny Carroll                           | US-amerikanischer Rockabillysänger                                                                              | 57    |       |
| 18. Februar | Denny Cordell                            | britischer Musikproduzent und Pferdezüchter                                                                     |       |       |
| 18. Februar | Otto Götz                                | deutscher Löser von Schachkompositionen                                                                         | 99    |       |
| 18. Februar | Yank Lawson                              | US-amerikanischer Jazz-Trompeter                                                                                | 83    |       |
| 19. Februar | Schlomo Salman Auerbach                  | israelischer Rabbiner                                                                                           | 84    |       |
| 19. Februar | John Howard                              | US-amerikanischer Schauspieler                                                                                  | 81    |       |
| 19. Februar | Paul Jamin                               | belgischer Karikaturist                                                                                         | 83    |       |
| 19. Februar | Thomas Keller                            | Schweizer Maler, Grafiker, Kunstpädagoge und Fasnacht-Larven-Gestalter                                          | 72    |       |
| 19. Februar | Michael Hughes Kenny                     | US-amerikanischer Geistlicher, Bischof von Juneau                                                               | 57    |       |
| 19. Februar | Wilhelm Kohlhaas                         | deutscher Offizier, Jurist, Historiker und Autor                                                                | 95    |       |
| 19. Februar | Ernst Krüger                             | deutscher Filmproduzent und Verbandsfunktionär der FSK                                                          | 96    |       |
| 19. Februar | Calder Willingham                        | US-amerikanischer Schriftsteller und Drehbuchautor                                                              | 72    |       |
| 20. Februar | Robert Bolt                              | englischer Dramatiker und Drehbuchautor                                                                         | 70    |       |
| 20. Februar | Herbert Giffei                           | deutscher Pädagoge, Theaterpädagoge und Publizist                                                               | 86    |       |
| 20. Februar | Alfons Pannek                            | deutscher Kommunist, Interbrigadist und späterer Gestapo-Spitzel                                                | 87    |       |
| 20. Februar | Leo Wollner                              | österreichischer Textildesigner                                                                                 | 69    |       |
| 21. Februar | István Bárány                            | ungarischer Schwimmer                                                                                           | 87    |       |
| 21. Februar | Bjarne Henning-Jensen                    | dänischer Schauspieler und Filmregisseur                                                                        | 86    |       |
| 21. Februar | Jorge José Emiliano dos Santos           | brasilianischer Fußballschiedsrichter                                                                           | 40    |       |
| 21. Februar | Juhan Viiding                            | estnischer Lyriker                                                                                              | 46    |       |
| 22. Februar | Ed Flanders                              | US-amerikanischer Schauspieler                                                                                  | 60    |       |
| 22. Februar | Heinz Hunger                             | deutscher Theologe und Sexualpädagoge                                                                           | 87    |       |
| 22. Februar | Emmanuel Roblès                          | französischer Schriftsteller                                                                                    | 80    |       |
| 23. Februar | Sidney Robertson Cowell                  | US-amerikanische Ethnografin und Anthropologin                                                                  | 91    |       |
| 23. Februar | Helmut Duvernell                         | deutscher Rechtswissenschaftler                                                                                 | 87    |       |
| 23. Februar | Melvin Franklin                          | US-amerikanischer Bass-Sänger                                                                                   | 52    |       |
| 23. Februar | Gerald Fuchsbichler                      | österreichischer Fußballspieler                                                                                 | 51    |       |
| 23. Februar | James Herriot                            | englischer Tierarzt und Schriftsteller                                                                          | 78    |       |
| 23. Februar | Norman Hunter                            | britischer Kinderbuchautor                                                                                      | 95    |       |
| 23. Februar | Hans Eberhard Rotberg                    | deutscher Jurist und Richter am Bundesgerichtshof                                                               | 92    |       |
| 23. Februar | Hellmuth Swietelsky                      | österreichischer Bauunternehmer                                                                                 | 89    |       |
| 23. Februar | Margaret Woodbridge                      | US-amerikanische Schwimmerin                                                                                    | 93    |       |
| 24. Februar | Roberto Ago                              | italienischer Jurist und Richter am Internationalen Gerichtshof                                                 | 87    |       |
| 24. Februar | René Ahlberg                             | deutscher Soziologe                                                                                             | 64    |       |
| 24. Februar | Lotte Eckener                            | deutsche Fotografin und Verlegerin                                                                              | 89    |       |
| 24. Februar | Felix Ermacora                           | österreichischer Völkerrechtsexperte und Politiker (ÖVP), Abgeordneter zum Nationalrat                          | 71    |       |
| 24. Februar | Hans Hessling                            | deutscher Schauspieler und Synchronsprecher                                                                     | 91    |       |
| 24. Februar | Fritz Hockenjos                          | deutscher Forstdirektor und Autor                                                                               | 85    |       |
| 24. Februar | Rudi Högner                              | deutscher Graphiker, Designer, Architekt und Bildhauer                                                          | 87    |       |
| 24. Februar | Wilhelm Landzettel                       | deutscher Architekt und Hochschullehrer, gilt als Vater der Dorferneuerung in Deutschland                       | 68    |       |
| 24. Februar | Hideko Maehata                           | japanische Schwimmerin                                                                                          | 80    |       |
| 24. Februar | Heribert Mally                           | deutscher Polizeioffizier und Generalmajor (DVP)                                                                | 65    |       |
| 24. Februar | Hans Gösta Nagl                          | österreichischer Maler und Grafiker                                                                             | 84    |       |
| 24. Februar | Gerd Seid                                | deutscher Schauspieler                                                                                          | 64    |       |
| 25. Februar | Anne Davies                              | US-amerikanische Eiskunstläuferin                                                                               | 64    |       |
| 25. Februar | Rudolf Hausner                           | österreichischer Maler und Graphiker der Wiener Schule des Phantastischen Realismus                             | 80    |       |
| 25. Februar | Widukind Lenz                            | deutscher Humangenetiker                                                                                        | 76    |       |
| 25. Februar | Alexander Montagu, 10. Earl of Sandwich  | britischer konservativer Politiker, Mitglied des House of Commons                                               | 88    |       |
| 25. Februar | O Chin-u                                 | nordkoreanischer Marschall und Politiker                                                                        | 77    |       |
| 25. Februar | Christoph Walter                         | deutscher Fußballspieler                                                                                        | 51    |       |
| 26. Februar | Senon Iwanowitsch Borewitsch             | russischer Mathematiker                                                                                         | 72    |       |
| 26. Februar | Jack Clayton                             | britischer Filmproduzent und Regisseur                                                                          | 73    |       |
| 26. Februar | Ernst Grandegger                         | österreichischer Kunstschmied und Metallkünstler                                                                | 70    |       |
| 26. Februar | Willie Johnson                           | US-amerikanischer Blues-Gitarrist                                                                               | 71    |       |
| 26. Februar | Friedl Pfeifer                           | österreichischer Skirennläufer                                                                                  | 83    |       |
| 26. Februar | José Rumazo González                     | ecuadorianischer Schriftsteller, Historiker, Paläograph und Diplomat                                            | 90    |       |
| 26. Februar | Leo Weber                                | Schweizer Politiker                                                                                             | 74    |       |
| 26. Februar | Josef Zeininger                          | österreichischer Geistlicher                                                                                    | 79    |       |
| 27. Februar | Ann Ayars                                | US-amerikanische Schauspielerin und Opernsängerin                                                               | 76    |       |
| 27. Februar | Gerhard Boetzelen                        | deutscher Rudersportler                                                                                         | 89    |       |
| 27. Februar | Bernard Cornfeld                         | rumänisch-US-amerikanischer Unternehmer                                                                         | 67    |       |
| 27. Februar | Paul Löher                               | deutscher Politiker (CDU), MdB                                                                                  | 70    |       |
| 28. Februar | Bruno Dörpinghaus                        | deutscher Ingenieur und Politiker (CDU)                                                                         | 91    |       |
| 28. Februar | Bill Richards                            | kanadischer Geiger und Komponist                                                                                | 71    |       |
| 28. Februar | Max Rudolf                               | US-amerikanischer Dirigent, Musikpädagoge und Musikwissenschaftler                                              | 92    |       |
| Februar     | Elsa Oehmigen                            | deutsche Straßenmusikerin                                                                                       | 86    |       |
| Februar     | Attila Szekrényessy                      | ungarischer Eiskunstläufer                                                                                      | 82    |       |

## März
| Tag      | Name                             | Beruf, bekannt als                                                                    | Alter | Beleg |
| -------- | -------------------------------- | ------------------------------------------------------------------------------------- | ----- | ----- |
| 1. März  | Eugenio Corecco                  | römisch-katholischer Bischof von Lugano                                               | 63    |       |
| 1. März  | Simon C. Dik                     | niederländischer Sprachwissenschaftler                                                | 54    |       |
| 1. März  | Jackie Holmes                    | US-amerikanischer Rennfahrer                                                          | 74    |       |
| 1. März  | Georges J. F. Köhler             | deutscher Biologe und Nobelpreisträger                                                | 48    |       |
| 1. März  | Wladislaw Nikolajewitsch Listjew | russischer Journalist und Fernsehmoderator                                            | 38    |       |
| 1. März  | Wolfgang Plat                    | deutscher Historiker und Dokumentarfilmer                                             | 71    |       |
| 1. März  | Emil Petru                       | rumänischer Fußballspieler                                                            | 55    |       |
| 1. März  | César Rodríguez Álvarez          | spanischer Fußballspieler                                                             | 74    |       |
| 2. März  | Suzanne Bastid                   | französische Juristin, Professorin an den Universitäten Lyon und Paris                | 88    |       |
| 2. März  | Wolfgang Luderer                 | deutscher Drehbuchautor, Regisseur                                                    | 70    |       |
| 3. März  | Urs Blöchlinger                  | Schweizer Jazzmusiker                                                                 | 40    |       |
| 3. März  | Heinz Carolin                    | deutscher Fußballspieler                                                              | 84    |       |
| 3. März  | Howard W. Hunter                 | 14. Präsident der Kirche Jesu Christi der Heiligen der Letzten Tage                   | 87    |       |
| 3. März  | Russell Marker                   | US-amerikanischer Chemiker                                                            | 94    |       |
| 3. März  | Hubert Schmitt-Degenhardt        | deutscher Verwaltungsjurist                                                           | 92    |       |
| 3. März  | Douglas Stewart                  | kanadischer Filmeditor                                                                | 75    |       |
| 3. März  | Benno Strandt                    | deutscher Dichter und Liedtexter, Hamburger Lied                                      | 88    |       |
| 3. März  | Walter Szmolyan                  | österreichischer Musikpublizist und wissenschaftlicher Heimatforscher                 | 66    |       |
| 4. März  | Eden Ahbez                       | US-amerikanischer Musiker                                                             | 86    |       |
| 4. März  | Bernhard Greulich                | deutscher Leichtathlet und Rasenkraftsportler                                         | 92    |       |
| 4. März  | Iftekhar                         | indischer Filmschauspieler des Hindi-Films                                            | 75    |       |
| 4. März  | Kurt E. Ludwig                   | deutscher Schauspieler, Synchronsprecher, Dialogbuchautor und Dialogregisseur         | 70    |       |
| 4. März  | Walter Mostert                   | deutscher evangelischer Theologe                                                      | 58    |       |
| 4. März  | Andrzej Wołkowski                | polnischer Eishockeyspieler und -trainer                                              | 82    |       |
| 5. März  | Henry Benson, Baron Benson       | britischer Wirtschaftsprüfer und Peer                                                 | 85    |       |
| 5. März  | Lieselotte Dankworth             | deutsche Bildhauerin                                                                  | 77    |       |
| 5. März  | Vivian Stanshall                 | englischer Rockmusiker                                                                | 51    |       |
| 5. März  | Arnold Hörler                    | Schweizer Ingenieur und Hochschullehrer                                               | 91    |       |
| 5. März  | Erwin Verstegen                  | niederländischer Bogenschütze                                                         | 23    |       |
| 6. März  | Franco Bertinetti                | italienischer Degenfechter                                                            | 71    |       |
| 6. März  | Fred Braceful                    | US-amerikanischer Jazz-Schlagzeuger                                                   | 56    |       |
| 6. März  | Josef Herbert Furth              | austroamerikanischer Ökonom                                                           | 95    |       |
| 6. März  | Heinrich Höhler                  | deutscher evangelisch-reformierter Geistlicher                                        | 87    |       |
| 06. März | David Joy                        | US-amerikanischer Filmtechniker                                                       | 93    |       |
| 6. März  | Barbara Lass                     | polnische Filmschauspielerin                                                          | 54    |       |
| 6. März  | Lorenz Leisner                   | deutscher Maler und Zeichner der abstrakten Kunst                                     | 88    |       |
| 06. März | Noël de Mille                    | kanadischer Ruderer                                                                   | 85    |       |
| 6. März  | Frej Ossiannilsson               | schwedischer Zoologe                                                                  | 86    |       |
| 6. März  | Ludwig J. Pongratz               | deutscher Psychologe                                                                  | 79    |       |
| 6. März  | Yakov Soroker                    | sowjetisch-israelischer Geiger und Musikwissenschaftler                               | 74    |       |
| 6. März  | Delroy Wilson                    | jamaikanischer Sänger und Komponist                                                   | 46    |       |
| 7. März  | John Joseph Allen                | US-amerikanischer Politiker                                                           | 95    |       |
| 7. März  | Jean Amila                       | französischer Schriftsteller                                                          | 84    |       |
| 7. März  | Paul Dibon                       | französischer Philosophiehistoriker                                                   | 79    |       |
| 7. März  | Giacomo di Segni                 | italienischer Boxer                                                                   | 66    |       |
| 7. März  | Norman Rosten                    | US-amerikanischer Schriftsteller                                                      | 82    |       |
| 7. März  | Paul-Émile Victor                | französischer Polarforscher, Ethnologe und Schriftsteller                             | 87    |       |
| 7. März  | Kazimierz Wiłkomirski            | polnischer Komponist, Cellist, Dirigent und Musikpädagoge                             | 94    |       |
| 8. März  | Rudolf Geigy                     | Schweizer Tropenmediziner                                                             | 92    |       |
| 8. März  | Erich Gießner                    | deutscher Politiker (SPD)                                                             | 85    |       |
| 8. März  | Gomikawa Jumpei                  | japanischer Schriftsteller                                                            | 78    |       |
| 8. März  | Karl Maria Kubizek               | österreichischer Musikpädagoge und Komponist                                          | 69    |       |
| 8. März  | Stephan László                   | österreichischer katholischer Bischof der Diözese Eisenstadt                          | 82    |       |
| 8. März  | Wolfgang Schmidt                 | deutscher Maler und Grafiker                                                          | 65    |       |
| 8. März  | Ingo Schwichtenberg              | deutscher Schlagzeuger der Power-Metal-Band Helloween                                 | 29    |       |
| 9. März  | Edward Bernays                   | US-amerikanischer PR-Berater                                                          | 103   |       |
| 9. März  | Jisrael Galili                   | israelischer Waffenkonstrukteur                                                       |       |       |
| 9. März  | Max von Hausen                   | deutscher Architekt und Hochschullehrer                                               | 75    |       |
| 9. März  | Gert Kloeppel                    | deutscher Landrat                                                                     | 94    |       |
| 9. März  | Ricardo Mañé                     | uruguayischer Mathematiker                                                            | 47    |       |
| 9. März  | Marianne Weingärtner             | österreichische Künstlerin                                                            | 77    |       |
| 10. März | Hans Günter Fessel               | deutscher Politiker (SPD), MdL                                                        | 67    |       |
| 10. März | Herbert Fromm                    | deutsch-US-amerikanische Organist, Dirigent und Komponist                             | 90    |       |
| 10. März | Harry Gerlach                    | deutscher Schriftsteller und Heimatforscher                                           | 68    |       |
| 10. März | Wilhelm Heckmann                 | deutscher Konzert- und Unterhaltungsmusiker                                           | 97    |       |
| 10. März | David D. Keck                    | amerikanischer Botaniker                                                              | 91    |       |
| 10. März | Mattityahu Peled                 | israelischer General, Politiker und Professor für Arabistik                           | 71    |       |
| 10. März | Irene Tedrow                     | US-amerikanische Schauspielerin                                                       | 87    |       |
| 10. März | Michal Tučný                     | tschechischer Country-Sänger                                                          | 48    |       |
| 11. März | Rein Aun                         | sowjetischer Leichtathlet                                                             | 54    |       |
| 11. März | Dick Frazier                     | US-amerikanischer Autorennfahrer                                                      | 76    |       |
| 11. März | Larry Freeman                    | US-amerikanischer Psychologe                                                          | 90    |       |
| 11. März | Alfred Goullet                   | australischer Radrennfahrer                                                           | 103   |       |
| 11. März | Wilfred E. Jacobs                | antiguanischer Politiker, Generalgouverneur von Antigua und Barbuda                   | 75    |       |
| 11. März | Karl Österreicher                | österreichischer Dirigent und Musikpädagoge                                           | 72    |       |
| 11. März | Boris Pash                       | US-amerikanischer Offizier                                                            | 94    |       |
| 11. März | Lotte Rausch                     | deutsche Schauspielerin                                                               | 83    |       |
| 11. März | Heinrich Warnecke                | deutscher Politiker (CDU), MdL                                                        | 71    |       |
| 12. März | Mija Aleksić                     | jugoslawisch-serbischer Schauspieler                                                  | 71    |       |
| 12. März | Leopoldo Benites                 | ecuadorianischer Diplomat, Präsident der UN-Generalversammlung (1973–1974)            | 89    |       |
| 12. März | Karl Gnädinger                   | deutscher Geistlicher, Weihbischof in der Erzdiözese Freiburg                         | 89    |       |
| 12. März | Harry Herrmann                   | deutscher Offizier, zuletzt Oberst der Bundeswehr                                     | 85    |       |
| 12. März | Petrus Canisius Jean van Lierde  | belgischer Geistlicher, römisch-katholischer Bischof                                  | 87    |       |
| 12. März | Rick Muther                      | US-amerikanischer Autorennfahrer                                                      | 59    |       |
| 13. März | Abdul Ali Mazari                 | afghanischer politischer Führer der Hezb-e Wahdat                                     |       |       |
| 13. März | Franciszek Gajowniczek           | Überlebender des KZ Auschwitz                                                         | 93    |       |
| 13. März | Paul Kipkoech                    | kenianischer Langstreckenläufer                                                       | 32    |       |
| 13. März | Juliette Pétrie                  | kanadische Schauspielerin, Komikerin, Sängerin und Tänzerin                           | 95    |       |
| 13. März | Odette Sansom                    | französisch-britische Agentin                                                         | 82    |       |
| 14. März | Dewet Buri                       | Schweizer Politiker (BGB)                                                             | 94    |       |
| 14. März | William Alfred Fowler            | US-amerikanischer Astrophysiker                                                       | 83    |       |
| 14. März | John Peters Humphrey             | kanadischer Jurist und Menschenrechtler                                               | 89    |       |
| 14. März | Jo van Marle                     | niederländischer Fußballfunktionär                                                    | 70    |       |
| 14. März | Ed Roberts                       | US-amerikanischer Aktivist der Independent-living-Bewegung                            | 56    |       |
| 14. März | Gerard Victory                   | irischer Komponist                                                                    | 73    |       |
| 14. März | W. Arthur Winstead               | US-amerikanischer Politiker                                                           | 91    |       |
| 15. März | Florence Chadwick                | US-amerikanische Langstreckenschwimmerin                                              | 76    |       |
| 15. März | Wolfgang Harich                  | deutscher Philosoph und Journalist in der DDR                                         | 71    |       |
| 15. März | Hans Held                        | deutscher Graphiker                                                                   | 80    |       |
| 15. März | Frederick Mulley                 | britischer Politiker (Labour), Mitglied des House of Commons                          | 76    |       |
| 16. März | Simon Fraser, 15. Lord Lovat     | schottischer General und Kommandoführer im Zweiten Weltkrieg                          | 83    |       |
| 16. März | Perry Friedman                   | kanadischer Musiker in der DDR                                                        | 59    |       |
| 16. März | Albert Hackett                   | US-amerikanischer Drehbuch- und Theaterautor sowie Stummfilmschauspieler              | 95    |       |
| 16. März | Günter Kertzscher                | deutscher Publizist                                                                   | 81    |       |
| 16. März | Alfred Rammelmeyer               | deutscher Slawist und Literaturwissenschaftler                                        | 85    |       |
| 16. März | Hans-Peter Schmitz               | deutscher Flötist und Hochschullehrer                                                 | 78    |       |
| 16. März | Heinrich Sutermeister            | Schweizer Komponist                                                                   | 84    |       |
| 17. März | Rick Aviles                      | US-amerikanischer Schauspieler                                                        | 42    |       |
| 17. März | Paul Backman                     | finnischer Radrennfahrer                                                              | 74    |       |
| 17. März | Ahmad Chomeini                   | iranischer Geistlicher und Politiker                                                  |       |       |
| 17. März | Flor Contemplacion               | philippinische Doppelmörderin                                                         | 42    |       |
| 17. März | José María Forqué                | spanischer Filmregisseur                                                              | 72    |       |
| 17. März | Johnny Fox                       | irischer Politiker                                                                    | 46    |       |
| 17. März | Ronald Kray                      | englischer Verbrecher                                                                 | 61    |       |
| 17. März | Robert Monroe                    | US-amerikanischer Parawissenschaftler, spezialisiert auf außerkörperliche Erfahrungen | 79    |       |
| 17. März | Sunnyland Slim                   | US-amerikanischer Blues-Pianist                                                       | 87    |       |
| 18. März | Fred Bourdginon                  | kanadischer Eishockeyspieler                                                          | 89    |       |
| 18. März | Jacques Labrecque                | kanadischer Folksänger und Musikproduzent                                             | 77    |       |
| 18. März | Ahmad Raffae                     | Yang di-Pertua Negeri Sabah (zeremonielles Staatsoberhaupt von Sabah)                 | 87    |       |
| 18. März | Frederic Ramsey                  | US-amerikanischer Jazzautor und Plattenproduzent                                      | 80    |       |
| 18. März | Alfons Schwarz                   | deutscher Politiker (CDU), MdL                                                        | 73    |       |
| 19. März | Willy Bartock                    | deutscher Schriftsteller                                                              | 80    |       |
| 19. März | Trevor Blokdyk                   | südafrikanischer Autorennfahrer                                                       | 59    |       |
| 19. März | Walter F. Boone                  | US-amerikanischer Offizier, Admiral der US-Navy                                       | 97    |       |
| 19. März | Ekke Wolfgang Guenther           | deutscher Paläontologe und Geologe                                                    | 87    |       |
| 19. März | Thomas Lehnerer                  | deutscher Künstler, Theologe und Hochschullehrer                                      | 39    |       |
| 19. März | Wolfgang Plath                   | deutscher Musikwissenschaftler                                                        | 64    |       |
| 19. März | Jürgen Schütz                    | deutscher Fußballspieler                                                              | 55    |       |
| 19. März | Franz Stampfl                    | österreichisch-australischer Leichtathletiktrainer                                    | 81    |       |
| 19. März | Erich Ziegler                    | deutscher Politiker (CSU), MdB                                                        | 80    |       |
| 20. März | Michael Arattukulam              | indischer Geistlicher, Bischof von Alleppey                                           | 84    |       |
| 20. März | Michael Arneth                   | deutscher Theologe, Lehrer und Senator (Bayern)                                       | 89    |       |
| 20. März | Sidney Kingsley                  | US-amerikanischer Dramatiker und Drehbuchautor                                        | 88    |       |
| 20. März | Werner Liebrich                  | deutscher Fußballspieler und -trainer                                                 | 68    |       |
| 20. März | Jun Mihara                       | japanische Mangaka                                                                    | 42    |       |
| 20. März | Wedell Poul Østergaard           | dänischer Radrennfahrer                                                               | 70    |       |
| 20. März | Reinhard Schaletzki              | deutscher Fußballspieler                                                              | 78    |       |
| 20. März | Big John Studd                   | US-amerikanischer Wrestler                                                            | 47    |       |
| 20. März | Víctor Ugarte                    | bolivianischer Fußballspieler                                                         | 68    |       |
| 21. März | Margherita von Brentano          | deutsche Philosophin                                                                  | 72    |       |
| 21. März | Bernard Martin                   | Schweizer evangelischer Geistlicher                                                   | 90    |       |
| 21. März | Étienne Martin                   | französischer Bildhauer und Objektkünstler                                            | 82    |       |
| 21. März | Alwin M. Pappenheimer            | US-amerikanischer Chemiker und Bakteriologe                                           | 86    |       |
| 21. März | Frederick Karlomuana Timakata    | vanuatuischer Politiker, Präsident (1989–1994)                                        |       |       |
| 21. März | Robert Urquhart                  | schottischer Schauspieler                                                             | 73    |       |
| 22. März | Abdel-Kader Abbes                | algerischer Radrennfahrer                                                             | 81    |       |
| 22. März | Yves Cros                        | französischer Leichtathlet und Olympiateilnehmer                                      | 71    |       |
| 22. März | Kurt Drabek                      | deutscher Komponist, Akkordeonist und Kapellmeister                                   | 82    |       |
| 22. März | Alexei Georgijewitsch Postnikow  | russischer Mathematiker                                                               | 73    |       |
| 22. März | Else Schmitt                     | deutsche Kommunalpolitikerin                                                          | 73    |       |
| 22. März | Johann Schwartzkopff             | deutscher Zoologe und Sinnesphysiologe                                                | 76    |       |
| 22. März | Henri Xhonneux                   | belgischer Filmemacher                                                                | 49    |       |
| 23. März | Alan Barton                      | britischer Sänger und Musiker                                                         | 41    |       |
| 23. März | Davie Cooper                     | schottischer Fußballspieler                                                           | 39    |       |
| 23. März | Alfons Deloor                    | belgischer Radrennfahrer                                                              | 84    |       |
| 23. März | Hal Mooney                       | amerikanischer Komponist, Orchesterleiter und Arrangeur                               | 84    |       |
| 23. März | Françoise Renet                  | französische Organistin                                                               | 70    |       |
| 23. März | Hugo Wellems                     | deutscher politischer Publizist, Journalist und Buchautor                             | 82    |       |
| 23. März | Paul Wendt                       | deutscher Maler und Grafiker                                                          | 81    |       |
| 24. März | Chet Mutryn                      | US-amerikanischer American-Football-Spieler                                           | 74    |       |
| 24. März | Joseph Needham                   | britischer Sinologe und Biochemiker                                                   | 94    |       |
| 24. März | Carlo Pavesi                     | italienischer Fechter                                                                 | 71    |       |
| 25. März | Karl Barich                      | deutscher Manager                                                                     | 93    |       |
| 25. März | James Samuel Coleman             | US-amerikanischer Soziologe                                                           | 68    |       |
| 25. März | Hans Hugenholtz                  | niederländischer Rennstreckenplaner und Motorsportfunktionär                          | 80    |       |
| 25. März | Philip Stuart Milner-Barry       | britischer Schachmeister                                                              | 88    |       |
| 25. März | Hugh Wade                        | US-amerikanischer Politiker                                                           | 93    |       |
| 26. März | Anthony Campbell Allen           | britisch-schweizerischer Komponist                                                    | 69    |       |
| 26. März | Raúl Cascaret                    | kubanischer Ringer                                                                    | 32    |       |
| 26. März | Belgin Doruk                     | türkische Schauspielerin                                                              | 58    |       |
| 26. März | Eazy-E                           | US-amerikanischer Rapper                                                              | 31    |       |
| 26. März | Francesco Longo                  | italienischer Drehbuchautor und Filmregisseur                                         |       |       |
| 26. März | Frans Mahn                       | niederländischer Radrennfahrer                                                        | 61    |       |
| 26. März | Wladimir Jemeljanowitsch Maximow | sowjetischer Schriftsteller                                                           | 64    |       |
| 26. März | Takamoro Kō                      | japanischer Fußballspieler                                                            | 87    |       |
| 27. März | René Allio                       | französischer Filmregisseur und Drehbuchautor                                         | 71    |       |
| 27. März | Paul Brinegar                    | US-amerikanischer Schauspieler                                                        | 77    |       |
| 27. März | Albert Drach                     | österreichischer Jurist und Schriftsteller                                            | 92    |       |
| 27. März | Margita Figuli                   | slowakische Schriftstellerin                                                          | 85    |       |
| 27. März | Alfons Gerz                      | deutscher Journalist                                                                  | 81    |       |
| 27. März | Karl Johannes Heyer              | deutscher katholischer Priester und Autor                                             | 90    |       |
| 27. März | Wolfgang Krüger                  | deutscher Politiker                                                                   |       |       |
| 27. März | Oskar Speck                      | deutscher Abenteurer, paddelte als erster von Deutschland nach Australien             | 86    |       |
| 28. März | Karl-Heinz Benndorf              | deutscher Aquarellist und Bildhauer                                                   | 75    |       |
| 28. März | Lewis Anthony Dexter             | US-amerikanischer Politikwissenschaftler und Soziologe                                | 79    |       |
| 28. März | Hanns Joachim Friedrichs         | deutscher Fernsehmoderator                                                            | 68    |       |
| 28. März | James Fugaté                     | US-amerikanischer Schriftsteller                                                      | 73    |       |
| 28. März | Harideo Joshi                    | indischer Politiker                                                                   | 73    |       |
| 28. März | Ana Mariscal                     | spanische Schauspielerin, Regisseurin und Schriftstellerin                            | 73    |       |
| 28. März | Albert Pratz                     | kanadischer Geiger, Dirigent, Komponist und Musikpädagoge                             | 80    |       |
| 29. März | Baltimora                        | britischer Italo-Disco-Musiker                                                        | 37    |       |
| 29. März | Luca Flores                      | italienischer Jazzmusiker                                                             | 38    |       |
| 29. März | Antony Hamilton                  | britischer Filmschauspieler                                                           | 42    |       |
| 29. März | Carl Jefferson                   | US-amerikanischer Jazzproduzent                                                       | 75    |       |
| 29. März | Franco Munari                    | italienischer klassischer Philologe                                                   | 75    |       |
| 29. März | Hugo Onjerth                     | österreichischer Brigadier                                                            | 71    |       |
| 29. März | Hans Raspotnik                   | deutscher Regisseur und Filmproduzent                                                 | 85    |       |
| 29. März | Katherine Squire                 | US-amerikanische Theater- und Filmschauspielerin                                      | 92    |       |
| 29. März | Fernando Tell                    | argentinischer Bandoneonist und Tangokomponist                                        | 74    |       |
| 29. März | Renate Tölle-Kastenbein          | deutsche Klassische Archäologin                                                       | 58    |       |
| 30. März | Walter Blassat                   | deutscher Politiker (SPD), MdL                                                        | 95    |       |
| 30. März | Rozelle Claxton                  | US-amerikanischer Jazzpianist und Arrangeur                                           | 82    |       |
| 30. März | Elizabeth Ferrars                | britische Schriftstellerin                                                            | 87    |       |
| 30. März | Paul Erich Krawc                 | sorbisch-deutscher Herausgeber                                                        | 88    |       |
| 30. März | Willem Peters                    | niederländischer Leichtathlet                                                         | 91    |       |
| 30. März | Paul A. Rothchild                | US-amerikanischer Musikproduzent                                                      | 59    |       |
| 30. März | John Lighton Synge               | irisch-kanadischer Physiker und Mathematiker                                          | 98    |       |
| 31. März | Gustaf Adolf Boltenstern junior  | schwedischer Dressurreiter                                                            | 90    |       |
| 31. März | Max Brüel                        | dänischer Jazzsaxophonist und Architekt                                               | 67    |       |
| 31. März | Hans Geib                        | deutscher Mundartautor und Kolumnist                                                  | 73    |       |
| 31. März | Roberto Juarroz                  | argentinischer Schriftsteller                                                         | 69    |       |
| 31. März | Albert Kapr                      | deutscher Type Designer, Kalligraf, Typograf, Hochschullehrer                         | 76    |       |
| 31. März | Ryōgo Kubo                       | japanischer Physiker                                                                  | 75    |       |
| 31. März | Carl H. Mau                      | US-amerikanischer lutherischer Theologe                                               | 72    |       |
| 31. März | Selena Quintanilla-Pérez         | mexikanisch-US-amerikanische Sängerin                                                 | 23    |       |
| 31. März | Otto Renkhoff                    | deutscher Archivar und Autor                                                          | 89    |       |
| 31. März | Peter Scheibert                  | deutscher Osteuropahistoriker                                                         | 79    |       |
| 31. März | Madeleine Sologne                | französische Schauspielerin                                                           | 82    |       |